# Palazzetto dello Sport Mimmo Surace
Il Palazzetto dello Sport Mimmo Surace, o PalaSurace, è un'arena coperta di Palmi.

## Storia e descrizione
Il PalaSurace viene utilizzato principalmente per attività sportive, come gare di pallavolo e pallacanestro.
Il palazzetto ospita attualmente le gare interne della società pallavolistica maschile Franco Tigano Palmi, neopromossa nel campionato di Serie A2, e della società pallavolistica femminile Ekuba Volley, militante nel campionato di Serie B1.
Tra le società sportive cittadine del passato, che hanno militato in campionati nazionali e/o interregionali, il PalaSurace è stato sede degli incontri casalinghi della società pallavolistica femminile Golem Volley, che raggiunse anche il campionato di Serie A2, e della società cestistica maschile Pallacanestro Palmi.